# Чіпріан Васілаке
Чіпріан Васілаке (рум. Ciprian Vasilache, 14 вересня 1983, Бая-Маре) — румунський футболіст, лівий захисник «Чунджу Хуммель».

## Біографія
Футбольну кар'єру розпочав у «Глорії» (Бистриця), з якої на початку 2004 року перейшов у «Рапід» (Бухарест). Проте відразу закріпитись в складі столичного гранда не зміг і другу половину 2004 року провів на правах оренди в «Глорії».
На початку 2005 року повернувся в «Рапід», з яким 2006 виграв Кубок Румунії та став срібним призером чемпіонату Румунії.
В січні 2007 року перейшов в «Пандурій», де провів три роки, після чого виступав за «Чахлеул».
У 2010—2012 роках грав за «Тиргу-Муреш», після чого недовго захищав кольори «Газ Метана» та «Біхора» (Орадя).
Влітку 2013 року на правах вільного агента підписав контракт за схемою 1+1 з полтавською «Ворсклою», ставши другим румуном в історії команди після Каталіна Лікіою. За полтавців дебютував 21 липня 2013 року в матчі чемпіонату України проти «Чорноморця» (1-1), відігравши 76 хвилин, після чого був замінений на Євгена Будніка.

## Досягнення
- Володар Кубка Румунії: 2005-06
- Срібний призер чемпіонату Румунії: 2005/2006